# Psilops mucugensis
Psilops mucugensis — вид ящірок родини гімнофтальмових (Gymnophthalmidae). Ендемік Бразилії. Описаний у 2017 році.

## Поширення і екологія
Psilops mucugensis відомі з типової місцевості, розташованої в муніципалітеті Мукуже в штаті Баїя, на території плато Чапада-Діамантіна в горах Серра-ду-Еспіньясу, на висоті від 1075 до 1270 м над рівнем моря. Вони живуть в кам'янистих місцевостях, місцями порослих заростями кампос-рупестрес, трапляються в рідколіссях.